# خانواده جنایی لوچسه
خانواده جنایتکار لوچسه (تلفظ [lukˈkeːze; -eːse] ) یک خانواده تبهکار مافیایی ایتالیایی-آمریکایی و یکی از « پنج خانواده » است که بر فعالیت‌های جرایم سازمان‌یافته در شهر نیویورک و نیوجرسی ، در چارچوب پدیده جنایی سراسری معروف به مافیای آمریکایی ، تسلط دارند. اعضا این سازمان را بورگاتای لوچسه می‌نامند؛ بورگاتا (یا بروگارد) اصطلاح عامیانه مافیا برای گروه تبهکار است که خود از کلمه‌ای سیسیلی به معنای جامعه‌ای صمیمی گرفته شده است.  اعضای سایر خانواده‌های تبهکار گاهی اوقات اعضای خانواده لوچسه را «لوک» می‌نامند. 
این خانواده در اوایل دهه ۱۹۲۰ میلادی تأسیس شد؛ گائتانو رینا تا زمان قتلش در سال ۱۹۳۰ رئیس آن بود.  این شهر در طول جنگ کاستلامارسه توسط تامی گاگلیانو تصرف شد و تا زمان مرگش در سال ۱۹۵۱ رهبری آن را بر عهده داشت. این خانواده که تحت نظر گاگلیانو به عنوان خانواده تبهکار گاگلیانو شناخته می‌شدند، فعالیت‌های خود را بی‌سروصدا نگه می‌داشتند و تلاش‌هایشان را در برانکس، منهتن و نیوجرسی متمرکز می‌کردند.
رئیس بعدی تامی لوچسه بود که بیش از ۲۰ سال به عنوان معاون گالیانو خدمت کرده بود. لوچسه این خانواده را به یکی از قدرتمندترین خانواده‌هایی تبدیل کرد که در کمیسیون عضویت دارند. لوچسه با کارلو گامبینو، رئیس خانواده تبهکار گامبینو، برای کنترل جرایم سازمان‌یافته در شهر نیویورک همکاری کرد. لوچسه در صنعت پوشاک نیویورک نفوذ زیادی داشت و کنترل بسیاری از باندهای تبهکاری خانوادگی را در دست داشت. 
وقتی لوچسه در سال ۱۹۶۷ بر اثر تومور مغزی درگذشت، کارمین ترامونتی برای مدت کوتاهی خانواده را کنترل کرد؛ او در سال ۱۹۷۳ به دلیل تأمین مالی یک شبکه بزرگ هروئین دستگیر شد و پنج سال بعد درگذشت.  سپس آنتونی کورالو کنترل خانواده را به دست گرفت. کورالو بسیار مرموز بود و خیلی زود به یکی از قدرتمندترین اعضای کمیسیون تبدیل شد. او در دادگاه معروف کمیسیون مافیا در سال ۱۹۸۶ دستگیر و محکوم شد.
در طول بیشتر تاریخ خود، خانواده لوچزه به عنوان یکی از صلح‌طلب‌ترین خانواده‌های مافیایی کشور شناخته می‌شد. اما این وضعیت زمانی تغییر کرد که کورالو، ویکتور آموزو را به عنوان جانشین خود معرفی کرد. آموزو نیز آنتونی کاسو را که از نزدیکانش بود، به سمت معاون خود منصوب کرد.
از سال ۱۹۸۶، آموزو و کاسو یکی از خونین‌ترین دوره‌های حکمرانی در تاریخ مافیا را آغاز کردند و دستور قتل تقریباً هر کسی که با آنها مخالفت می‌کرد را صادر می‌نمودند. کاسو همچنین کنترل دو کارآگاه NYPD به نام‌های لوئی اپولیتو و استفن کاراکاپا را در اختیار داشت که حداقل هشت قتل را برای او انجام دادند.
ویتور آموزو در سال ۱۹۹۱ دستگیر و به حبس ابد محکوم شد. بسیاری از اعضای خانواده لوچزه از ترس جان خود به خبرچین تبدیل شدند. مهمترین آنها آلفونسو دآرکو، رئیس موقت خانواده بود که اولین رهبر یکی از پنج خانواده نیویورک شد که علیه مافیا شهادت داد. این موضوع منجر به دستگیری تمام سلسله مراتب خانواده لوچزه شد. لوئیس "گاس" کاسو نیز به خبرچین تبدیل شد و به ۷۰ جرم از جمله اخاذی، ریکت و ۱۵ قتل اعتراف کرد و به ۴۵۵ سال حبس محکوم شد. شهادت این خبرچین‌ها خانواده را تقریباً نابود کرد و حدود نیمی از اعضای آن به زندان افتادند. آموزو همچنان از زندان بر خانواده لوچزه حکومت می‌کند.

## تاریخچه
تاریخچه اولیه  
خاندان جنایی لوچسه ریشه در خاندان جنایی مورلو دارد که در هارلم شرقی و برانکس مستقر بود. در دهه ۱۹۱۰، روسای خاندان مورلو قدرت و کنترل خود را از دست دادند، که به گائتانو "تامی" رینا، سالواتوره دآکویلا و جو ماسریا اجازه داد تا جدا شده و خاندان‌های جنایی خود را تشکیل دهند. خاندان مورلو در طول جنگ مافیا-کامورا کنترل بیشتری بر مافیا از دست داد، زیرا بسیاری از رهبران ارشد زندانی یا کشته شدند.  
تا سال ۱۹۲۰، رینا به عنوان رئیس خاندان جنایی خود حکومت می‌کرد و عملیات جنایی در برانکس و بخش‌هایی از هارلم شرقی را کنترل می‌نمود. خاندان رینا انحصار توزیع یخ در برانکس را در اختیار داشت. در سال ۱۹۲۰، با تصویب قانون ممنوعیت مشروبات الکلی، ثروت و قدرت رینا افزایش یافت، زیرا او با جوزف ماسریا متحد شد که قدرتمندترین رئیس جنایی ایتالیایی-آمریکایی در نیویورک سیتی بود. در سال ۱۹۳۰، جنگ کاستلامارس آغاز شد، زیرا ماسریا با رئیس رقیب سیسیلی، سالواتوره مارانزانو، درگیر شد. در این مرحله، ماسریا شروع به درخواست سهمی از سودهای جنایی رینا کرد، که باعث شد رینا به تغییر وفاداری به مارانزانو فکر کند. وقتی ماسریا از خیانت احتمالی رینا مطلع شد، با معاون رینا، تامی گاگلیانو، برای قتل او نقشه کشید.  
در ۲۶ فوریه ۱۹۳۰، یک تیرانداز (که احتمالاً ویتو جنووزه یا جوزف پینزولو بود) رینا را خارج از آپارتمان عمه‌اش به قتل رساند. با مرگ رینا، ماسریا از گاگلیانو که انتظار داشت کنترل خاندان رینا را به دست بگیرد، عبور کرد و زیردست خود، جوزف "جو چاق" پینزولو، را به عنوان رئیس منصوب کرد. گاگلیانو که از این خیانت خشمگین بود، به همراه تامی لوچسه مخفیانه به مارانزانو پیوست. در سپتامبر ۱۹۳۰، لوچسه پینزولو را به یک ساختمان اداری در منهتن کشاند، جایی که پینزولو کشته شد. این امر به گاگلیانو اجازه داد کنترل خاندان رینا را به دست بگیرد. چند ماه بعد، در ۱۵ آوریل ۱۹۳۱، ماسریا به قتل رسید و جنگ پایان یافت.  
دو تامی  
پس از قتل ماسریا، جلسه‌ای توسط مارانزانو برگزار شد و او خود را به عنوان کاپو دی توتتی کاپی (رئیس تمام روسا) جدید مافیای آمریکا اعلام کرد. مارانزانو طرح صلحی را برای تمام رهبران مافیای سیسیلی و ایتالیایی در ایالات متحده ترسیم کرد. ۲۴ سازمان (معروف به "خاندان‌ها") در سراسر کشور وجود داشت که روسای خود را انتخاب می‌کردند. مارانزانو همچنین تمام باندهای ایتالیایی-آمریکایی در نیویورک سیتی را به پنج خاندان تقسیم کرد که توسط لاکی لوچانو، وینسنت مانگانو، جوزف پروفاچی، گاگلیانو و خودش رهبری می‌شدند. گاگلیانو سازمان قدیمی رینا را به دست آورد، با لوچسه به عنوان معاونش.  
با این حال، لوچانو و سایر اعضای مافیا تمایلی به خدمت تحت فرمان مارانزانو نداشتند. وقتی مارانزانو از نارضایتی لوچانو مطلع شد، یک تیرانداز را برای کشتن او استخدام کرد. اما در سپتامبر ۱۹۳۱، لوچانو ابتدا حمله کرد. چندین قاتل یهودی که توسط همکار لوچانو، مایر لانسکی، فراهم شده بودند، مارانزانو را در دفترش به قتل رساندند و لوچانو را به قدرتمندترین گانگستر نیویورک تبدیل کردند.  
لوچانو ساختار خاندان‌ها را همانطور که مارانزانو ایجاد کرده بود حفظ کرد، اما مقام رئیس تمام روسا را حذف و به جای آن یک هیئت حاکمه به نام "کمیسیون" تشکیل داد. وظیفه کمیسیون تنظیم امور خاندان‌ها و حل اختلافات بین آن‌ها بود. اعضای اولیه کمیسیون شامل لوچانو، گاگلیانو، بونانو، پروفاچی، مانگانو، رئیس خاندان شیکاگو آل "اسکارفیس" کاپون و رئیس خاندان بوفالو استفانو ماگادینو بود، با لوچانو به عنوان رئیس. اگرچه کمیسیون به طور فنی یک نهاد دموکراتیک بود، در واقع تحت کنترل لوچانو و متحدانش بود.  
در دهه‌های ۱۹۳۰ و ۱۹۴۰، گاگلیانو و لوچسه خاندان خود را به سمت حوزه‌های سودآور در صنایع حمل‌ونقل کامیونی و پوشاک هدایت کردند. وقتی لوچانو در سال ۱۹۳۶ به جرم قوادی به زندان افتاد، یک اتحاد رقیب کنترل کمیسیون را به دست گرفت. اتحاد مانگانو، بونانو، ماگادینو و پروفاچی از قدرت خود برای کنترل جنایت سازمان‌یافته در آمریکا استفاده کردند. گاگلیانو که آسیب‌پذیری خود را درک می‌کرد، مراقب بود تا با این اتحاد جدید مخالفت نکند. او مردی کم‌حرف بود که از رسانه‌ها دوری می‌کرد و در خیابان‌ها دیده نمی‌شد. ترجیح می‌داد دستورات خود را از طریق لوچسه و چند متحد نزدیک دیگر به خانواده منتقل کند.  
در مقابل، لوچسه چهره عمومی خانواده بود که دستورات گاگلیانو را اجرا می‌کرد. در سال ۱۹۴۶، لوچسه به نمایندگی از گاگلیانو در کنفرانس هاوانای کوزا نوسترا در کوبا شرکت کرد. گاگلیانو چنان کم‌کار بود که تقریباً هیچ‌چیز از فعالیت‌هایش از سال ۱۹۳۲ تا زمان مرگش در ۱۹۵۱ شناخته نشده است.